# Michael Udebuluzor
Michael Udebuluzor (Hong Kong, 1 de abril de 2004) es un futbolista hongkonés que juega en la demarcación de delantero para el FC Ingolstadt 04 de la 3. Liga.

## Selección nacional
El 11 de septiembre de 2023 hizo su debut con la selección de Hong Kong en un partido amistoso contra Brunéi que finalizó con un resultado de 10-0 a favor del combinado hongkonés tras los goles de Hélio, Fernando, Tan Chun Lok, Wong Wai y dobletes de Chan Siu Kwan, Everton Camargo y Poon Pui Hin.

## Clubes
| Club                | País     | Año       | Partidos | Goles |
| ------------------- | -------- | --------- | -------- | ----- |
| FC Ingolstadt 04 II | Alemania | 2022-2023 | 31       | 13    |
| FC Ingolstadt 04    | Alemania | 2023-     | 3        | 0     |